# In Sachen Henry
In Sachen Henry (Originaltitel: Regarding Henry) ist ein US-amerikanisches Filmdrama von Mike Nichols aus dem Jahr 1991. Die Hauptrolle spielt Harrison Ford. Das Drehbuch schrieb J. J. Abrams. Der Film handelt von einem erfolgreichen Anwalt aus New York City, der nach einem Raubüberfall sein Gedächtnis verliert und durch die Liebe seiner Familie wiedergewinnt.

## Handlung
Henry Turner ist ein gefeierter Erfolgsanwalt in einer renommierten New Yorker Kanzlei. In Kollegenkreisen gilt er als professionell. Doch tatsächlich ist er kaltschnäuzig, zynisch und unsympathisch und gewinnt aussichtslose Fälle mit Hilfe fragwürdiger Methoden. Dank seines beruflichen Erfolges lebt er zusammen mit seiner Frau Sarah und seiner kleinen Tochter in luxuriösen Verhältnissen, interessiert sich aber kaum für familiäre Belange.
Eines Abends verlässt Henry das Haus, um Zigaretten zu holen. Er gerät zufällig in einen Raubüberfall und wird mit einem Kopfschuss niedergestreckt. Mit viel Glück überlebt Henry, doch er kann zunächst nicht mehr sprechen, nicht mehr gehen und kann sich an nichts mehr aus seinem Leben erinnern. Wie ein kleines Kind muss Henry alles noch einmal neu erlernen. Er wird gefüttert und in der Rehabilitation wieder aufgebaut und trainiert.
Nach einem langen Klinikaufenthalt wird Henry wieder in sein altes Leben entlassen. Ihn empfangen ein Haus und eine Familie, an welche er sich nicht mehr erinnert. Mit den Wochen der Rekonvaleszenz wird ihm nach und nach klar, mit welcher Intoleranz und Kälte er gelebt hat. Er deckt eine Affäre auf, die er gehabt hat (aber auch eine Affäre seiner Frau), und blickt nun mit Abscheu in die Akten seiner früheren Fälle, die er mit boshafter Zielstrebigkeit zugunsten der Kanzlei auf dem Rücken der Leidtragenden bearbeitet hat.
Letzten Endes verlässt Henry die Kanzlei. Seine Frau Sarah muss zunächst die daraus resultierende Schmach in ihrer luxuriösen Gesellschaft ertragen. Henry aber findet seinen Platz in der Gesellschaft und wandelt sich zu einem liebenden Vater und Ehemann. Hierdurch wird gleichgültig, dass sie das luxuriöse Leben aufgeben müssen. Die Liebe in ihrer Familie herrscht am Ende des Filmes vor.

## Kritiken
Der Film wurde von der Kritik sehr unterschiedlich aufgenommen, kam aber insgesamt bei den Zuschauern besser an als bei den professionellen Kritikern.

„Die uninspirierte Regie ordnet sich ganz dem oberflächlichen Drehbuch unter, das zugunsten aneinander gereihter Klischees seine Personen fast völlig vernachlässigt und ganz auf vordergründige komische oder dramatische Effekte setzt.“

„Dank der guten Darsteller kam bei dieser rührseligen Behindertenstory noch akzeptable Kost heraus, denn normalerweise bekommt ein Karriere geiler [sic] Manager eine derartige Behinderung höchstens durch einen Stress bedingten Schlaganfall, aber wenn die unerwartete Krankheit hilft, einen besseren Menschen zu schaffen …“

„Henrys Wandlung zum Gutmenschen verläuft vorhersehbar, aber ergreifend. – Große Geschichte über ein kleines Wunder.“

„Teils bewegend erzählte Geschichte einer erzwungenen Charakterwandlung. Harrison Ford überzeugt als hilfloses ‚Kind‘ - die anderen Darsteller bleiben jedoch leider über weite Phasen genauso blass wie die Regie von Mike Nichols.“

## Auszeichnungen
Annette Bening gewann den London Critics Circle Film Award. Der Film wurde in zwei Kategorien für den Young Artist Award nominiert.

## Veröffentlichung
Nachdem der Film am 12. Juli 1991 in den US-Kinos anlief, konnte er 43 Mio. US-Dollar einspielen. 299.390 Kinobesucher sahen den Film nach seinem deutschen Kinostart am 26. September 1991. Und nachdem In Sachen Henry im April 1992 auf VHS erschienen war, lief er erstmals am 23. April 1993 auf Premiere und ist seit dem 1. November 2003 auf DVD erhältlich.